# ASEAN
Der Verband Südostasiatischer Nationen, kurz ASEAN (deutsche Aussprache [ˈaːzean]; englische Aussprache [ˈæzɪən], von englisch Association of Southeast Asian Nations), ist eine internationale Organisation südostasiatischer Staaten mit Sitz in Jakarta.
Das ursprüngliche Ziel war die Verbesserung der wirtschaftlichen, politischen und sozialen Zusammenarbeit. Später erweiterte sich das Betätigungsfeld um Sicherheits-, Kultur- und Umweltfragen. Im September 2009 beschlossen die Staats- und Regierungschefs der ASEAN-Mitglieder, einen gemeinsamen Wirtschaftsraum nach dem Vorbild der EU zu schaffen.
Im Laufe der Jahre wurden weitere Organisationen gegründet: das ASEAN-Regionalforum (ARF) für Sicherheitsfragen, die ASEAN-Freihandelszone (AFTA) zur Förderung des Handels, die ASEAN Investment Area (AIA) zur Förderung gegenseitiger Direktinvestitionen und andere mehr.
Vorläufer der Organisationsgemeinschaft war der Verband Südostasiens, ASA (1961–1967). Dieser erlebte nach einer Stagnationsphase und dem Sturz Sukarnos im September 1965 zwar eine Wiedererweckung, ging aber auf indonesische Initiative hin sowie unter Beibehaltung der Strukturen und des Sicherheitskonzepts schließlich in das intensivere Bündnis der ASEAN über.

## Mitgliedstaaten
Die ASEAN wurde 1967 von Thailand, Indonesien, Malaysia, den Philippinen und Singapur gegründet. Ziel war die Förderung des konjunkturellen Aufschwungs, des sozialen Fortschritts und der politischen Stabilität. Erfolge der wirtschaftlichen Öffnungspolitik zeigten sich bald und so zählen einige Mitgliedsländer heute zu den sogenannten Tiger- bzw. Pantherstaaten.
Seit 1984 ist auch das Sultanat Brunei Mitglied und Papua-Neuguinea fungiert seitdem als Beobachter. In den 1990er Jahren traten Vietnam (1995), Myanmar und Laos (1997) sowie Kambodscha (1999) bei.
Osttimor, ebenfalls mit Beobachterstatus, stellte 2006 einen bisher unbeantworteten Antrag auf Mitgliedschaft.
Heute umfasst die ASEAN zehn Mitgliedstaaten mit über 600 Millionen Einwohnern (circa 8 % der Weltbevölkerung) und einer Fläche von knapp 4,5 Millionen km² (etwa 1 % der Erdoberfläche). Damit sind ihre Ausmaße mit denen der EU vergleichbar. 2013 lag das Bruttoregionalprodukt (gemeinsames BIP) bei rund 2,4 Billionen US-Dollar, welches in der EU allerdings um ein Vielfaches höher ausfiel. Die durchschnittliche Zuwachsrate des BIPs liegt bei etwa 5,3 % jährlich. Indonesien bildet mit einem Bevölkerungsanteil von etwa 40 % und einem BIP-Anteil von circa 70 % am Gesamtumfang ein Schwergewicht in der ASEAN, während Laos – der einzige Binnenstaat der Gemeinschaft, Kambodscha und Myanmar in vielerlei Hinsicht eher Schlusslichter darstellen. Darüber hinaus gilt Singapur als globale Finanzmetropole sowie aufgrund seines hohen Wohlstandsniveaus teilweise bereits als Industrienation, in der z. B. jährlich fast 500 internationale Treffen stattfinden.

## Geschichte und Verträge
- In den ersten Jahren war die ASEAN eher ein Ort des informellen Austausches, erst später kam ihr ein aktiverer Charakter zu. So erfüllte die 1954 gegründete SEATO (englisch Southeast Asia Treaty Organization), ein Militärbündnis für den südostasiatischen Raum, die von den USA gehegten Erwartungen unzureichend und führte bald nur noch eine Scheinexistenz, bis sie 1977 aufgelöst wurde.[10]
- Der 1966 gegründete ASPAC (englisch Asian and Pacific Council) mit südost- und ostasiatischen Ländern sowie Australien und Neuseeland hatte kaum Wirkungskraft und wurde 1973 ebenfalls wieder aufgelöst.
- Die Gründung am 8. August 1967 in Bangkok war der erste außenpolitische Erfolg des damals neuen indonesischen Staatspräsidenten Suharto. Die ASEAN war eine Reaktion auf den Vietnamkrieg (1964–1975) und von Anfang an klar gegen den Ostblock und die kommunistische Volksrepublik China angelegt. Die Präambel der Bangkoker Erklärung kann folgendermaßen zusammengefasst werden:

“[…] die Staaten Südostasiens teilen eine grundlegende Verantwortung für die Stärkung der wirtschaftlichen und sozialen Stabilität der Region und für die Sicherung friedlicher Entwicklung der Länder, und sie sind entschlossen, ihre Stabilität und Sicherheit gegen äußere Einflüsse jeder Art oder Propaganda zu sichern.”

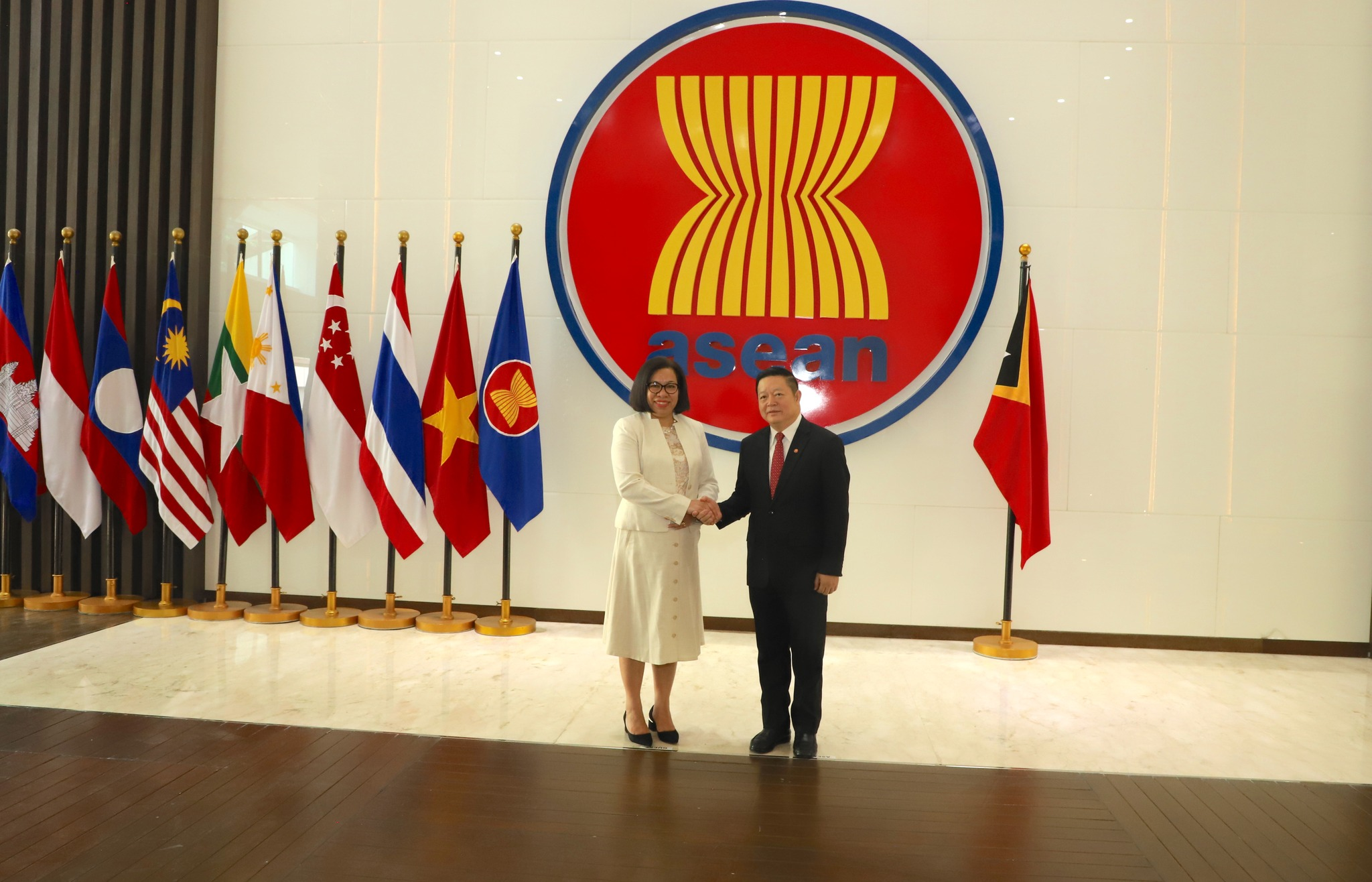
Osttimors Außenministerin Magno im ASEAN-Sekretariat zu Gast (2023)

- 1971 wurde schließlich die „Zone des Friedens, der Freiheit und der Neutralität“ (ZOPFAN) errichtet. Der erste Bali-Gipfel stand unter dem Eindruck des Erfolges kommunistischer Gruppen in Südostasien. Es war daher wichtig, Solidarität und kollektives Bewusstsein zu zeigen, gerade nachdem ASEAN es über zehn Jahre nicht über wenig überzeugende Forderungen nach wirtschaftlicher und sozialpolitischer Zusammenarbeit hinausgebracht hatte. Auf dem Gipfel wurde das ASEAN-Sekretariat (in Jakarta) ins Leben gerufen und der „Vertrag über Freundschaft und Zusammenarbeit“ (TAC) geschlossen, der gegenseitige Konsultationen in Streitfragen vorsah und eine gewisse Öffnung für weitere Staaten der Region bedeutete. Dies stellte ein Angebot für revolutionäre Staaten wie Vietnam dar, sich gemäß dem Völkerrecht zu verhalten. Anfangs fand der Vertrag wenig Interesse, aber nach der Überwindung des Kalten Krieges bekundeten Staaten wie Vietnam und Laos Interesse an einer Zusammenarbeit. In einer Erklärung zur Eintracht von ASEAN wurde als Ziel festgehalten, die Stabilität in den Mitgliedsländern und in Südostasien zu fördern, womit ZOPFAN erneut bestätigt wurde.[12]
- Ab 1986 führte Vietnam wirtschaftliche Reformen ein und mit dem Zusammenbruch des Ostblocks löste sich die Entwicklungsstarre auch im übrigen Südostasien.
- Nachdem mehrere Mitgliedsstaaten von etwa 1980 an ihre Beziehungen zu China verbessert und Investitionen von inländischen Unternehmen dort gefördert hatten, setzte auch eine Entspannung zwischen ASEAN und China ein. Diese mündete 1992 in ersten Freihandelsvereinbarungen und 2010, trotz inzwischen wieder stärker belasteter Beziehungen, im ASEAN-China-Freihandelsabkommen.[13]
- 1994 wurde das ASEAN-Regionalforum (ARF) eingerichtet, in dem Sicherheitsfragen diskutiert werden sollten. Auf dem Bangkok-Gipfel im Dezember 1995 wurde beschlossen, bis 2003 die ASEAN-Freihandelszone (AFTA) einzurichten.
- Am 15. Dezember 1995 wurde der „Vertrag über eine Atomwaffenfreie Zone in Südostasien“ (SEANWFZ) unterzeichnet. 2001 trat er nach der Unterschrift der Philippinen endgültig in Kraft.[14]
- 1995 bis 1999 wurden Vietnam, Myanmar, Laos und Kambodscha in die ASEAN aufgenommen. Danach wurde eine überarbeitete gemeinsame Flagge eingeführt, die mit zehn Reisrispen symbolträchtig für die Mitgliedsländer steht.
- 1997 wurden die ASEAN-Staaten schwer von der asiatischen Wirtschafts- und Finanzkrise getroffen. Die Bewältigung dieser Krise war Hauptthema des 6. Gipfels am 15. und 16. Dezember 1998 in Hanoi (Vietnam), auf dem auch festgehalten wurde, die Errichtung der Freihandelszone zu beschleunigen.
- 2002 verständigte man sich auf eine „Kontrolle der Luftverschmutzung in Südostasien“.[15] In den Jahren darauf kam es 2005 in Malaysia und 2006 in ganz Südostasien zum Ausbruch ausgedehnter Waldbrände mit enormer Luftverschmutzung.
- 2003 betonte die ASEAN bei ihrem Treffen in Bali, dass die Demokratie Frieden und Stabilität in der Region stärke. Auch die nicht-demokratisch geführten Regierungen stimmten zu.[16]
- Der 10. Gipfel am 29. und 30. November 2004 in Vientiane (Laos) beschäftigte sich mit dem steigenden Ölpreis und den Gefahren des Terrorismus. Die Bedeutung der „Vision 2020“ wurde bekräftigt, die eine tiefer greifende Entwicklung der ASEAN bis 2020 nach Vorbild der EU vorsieht.
- 2005 richtete die ASEAN ein Netzwerk zum Schutz von Wildtieren ein[17] und eine Asien-Pazifik-Partnerschaft für saubere Entwicklung und Klima (Asia-Pacific Partnership on Clean Development and Climate).
- 2006 erhielt die ASEAN den Beobachterstatus bei der Vollversammlung der Vereinten Nationen (UN).[18]
- Im November 2007 einigte man sich auf den Entwurf einer grundlegenden Charta, die die einzelnen Mitgliederstaaten zur Wahrung von Demokratie, Rechtsstaatlichkeit und Menschenrechten verpflichtet. Atomwaffen sind demnach im ASEAN-Gebiet verboten. Am Prinzip der Nichteinmischung in die Angelegenheiten anderer Mitglieder wird festgehalten. Diese Neutralität wurde im Fall von blutig niedergeschlagenen Demonstrationen in Myanmar jedoch heftig kritisiert.[19] Am 20. November 2007 wurde die Charta auf dem ASEAN-Gipfel in Singapur verabschiedet.[20]
- 2012 verabschiedete die ASEAN auf dem Gipfeltreffen in Phnom Penh am 18. November eine umstrittene Menschenrechtserklärung. Sie sieht unter anderem vor, bei Gefährdung nationaler Sicherheit (vor allem in Myanmar, Kambodscha oder Vietnam) eingreifen zu können.[21]
- Am 22. November 2015 beschlossen die Mitgliedsstaaten die Gründung der Wirtschaftsgemeinschaft Asean Economic Community (AEC). Diese Gründung wird voraussichtlich zunächst kaum konkrete Folgen nach sich ziehen; sie gilt als ein vorwiegend symbolischer Schritt auf dem Weg zu einem Binnenmarkt mit freiem Waren- und Kapitalverkehr und einer Arbeitnehmerfreizügigkeit. Dieser Binnenmarkt sollte bereits Ende 2015 erreicht werden.[22]
- Am 15. November 2020 Unterzeichnung des Freihandelsabkommens RCEP.

## Kennzahlen und Fakten
| Grün hinterlegt | Der jeweils beste Wert in einer Spalte        |
| Rot hinterlegt  | Der jeweils schlechteste Wert in einer Spalte |

| Mitgliedstaat | BIP pro Kopf in US$ (2022 a) | Wirtschaftswachstum (BIP 2022 zu 2021 a) | Handelsbilanzsaldo in Mrd. US$ (2011) | Staatsschuldenquote in % (2022 a) | Index der menschlichen Entwicklung (2021) | Arbeitslosenquote (2011 a) | Korruptionsindex (2013) | CO2-Emission pro Kopf und Jahr (2010 a) | Stromverbrauch pro Kopf und Jahr (2011 a) | Internet- dichte- rate (2012 b) | Straßenqualitätsrate (2012 c) | Militärausgaben (BIP-Anteil) (2012) | Gesundheitsausgaben pro Kopf in US$ (2018) | Mitgliedstaat |
| ------------- | ---------------------------- | ---------------------------------------- | ------------------------------------- | --------------------------------- | ----------------------------------------- | -------------------------- | ----------------------- | --------------------------------------- | ----------------------------------------- | ------------------------------- | ----------------------------- | ----------------------------------- | ------------------------------------------ | ------------- |
| Brunei        | 37.851                       | −1,51 %                                  | 5.294                                 | 2                                 | 0,829                                     | 2,6 %                      | 60                      | 22,96 t                                 | 8.295 kWh                                 | 119,0                           | 80,1 %                        | 2,43 %                              | 763                                        | Brunei        |
| Kambodscha    | 1.802                        | 5,01 %                                   | −1.040                                | 37                                | 0,593                                     | 0,0 %                      | 20                      | 0,30 t                                  | 182 kWh                                   | 0,9                             | 6,3 %                         | 1,54 %                              | 90                                         | Kambodscha    |
| Indonesien    | 4.798                        | 5,31 %                                   | 1.685                                 | 40                                | 0,705                                     | 6,1 %                      | 32                      | 1,81 t                                  | 665 kWh                                   | 5,4                             | 57,0 %                        | 0,78 %                              | 112                                        | Indonesien    |
| Laos          | 2.047                        | 2,25 %                                   | −1.262                                | 129                               | 0,607                                     | 2,5 %                      | 26                      | 0,30 t                                  | 380 kWh                                   | 0,2                             | 1,3 %                         | 0,23 %                              | 57                                         | Laos          |
| Malaysia      | 12.466                       | 8,69 %                                   | 33.474                                | 66                                | 0,803                                     | 3,0 %                      | 50                      | 7,63 t                                  | 3.953 kWh                                 | 14,3                            | 80,4 %                        | 1,55 %                              | 427                                        | Malaysia      |
| Myanmar       | 1.228                        | 1,97 %                                   | −1.338                                | 64                                | 0,585                                     | 5,4 %                      | 21                      | 0,19 t                                  | 110 kWh                                   | <0,1                            | -                             | -                                   | 59                                         | Myanmar       |
| Philippinen   | 3.624                        | 7,60 %                                   | 7.125                                 | 58                                | 0,699                                     | 7,0 %                      | 36                      | 0,87 t                                  | 616 kWh                                   | 4,0                             | 25,6 %                        | 1,19 %                              | 136                                        | Philippinen   |
| Singapur      | 82.808                       | 3,65 %                                   | 5.184                                 | 134                               | 0,939                                     | 1,9 %                      | 86                      | 2,66 t                                  | 7.836 kWh                                 | 359,0                           | 100,0 %                       | 3,52 %                              | 2.824                                      | Singapur      |
| Thailand      | 7.070                        | 2,64 %                                   | 5.889                                 | 61                                | 0,800                                     | 0,7 %                      | 35                      | 4,27 t                                  | 2.437 kWh                                 | 5,0                             | -                             | 1,47 %                              | 276                                        | Thailand      |
| Vietnam       | 4.087                        | 8,02 %                                   | 0.233                                 | 37                                | 0,703                                     | 3,2 %                      | 31                      | 1,71 t                                  | 1.136 kWh                                 | 2,1                             | 71,8 %                        | 2,37 %                              | 152                                        | Vietnam       |
| ASEAN+3 d     |                              |                                          |                                       |                                   |                                           |                            |                         |                                         |                                           |                                 |                               |                                     |                                            | ASEAN+3 d     |
| China         | 12.466                       | 2,99 %                                   | 136.097                               | 77                                | 0,768                                     | 6,4 %                      | 40                      | 6,18 t                                  | 3.669 kWh                                 | 15,3                            | 84,1 %                        | 1,99 %                              |                                            | China         |
| Japan         | 33.854                       | 1,08 %                                   | 119.304                               | 261                               | 0,925                                     | 4,1 %                      | 74                      | 9,25 t                                  | 6.788 kWh                                 | 506,5                           | 80,4 %                        | 0,99 %                              |                                            | Japan         |
| Südkorea      | 32.418                       | 2,56 %                                   | 26.068                                | 54                                | 0,925                                     | 3,2 %                      | 55                      | 11,78 t                                 | 8.990 kWh                                 | 6,5                             | 79,3 %                        | 2,80 %                              |                                            | Südkorea      |
| weitere d e   |                              |                                          |                                       |                                   |                                           |                            |                         |                                         |                                           |                                 |                               |                                     |                                            | weitere d e\| |
| Hongkong      | 48.154                       | −3,51 %                                  | 12.908                                | 4                                 | 0,952                                     | 3,1 %                      | 75                      | 5,15 t                                  | 6.350 kWh                                 | 122,9                           | 100,0 %                       | (s. China)                          |                                            | Hongkong      |
| Macau         | 31.539                       | −26,76 %                                 | (s. China)                            | 0                                 | 0,868 (2011)                              | 1,9 %                      | (s. China)              | 3,10 t                                  | 7.228 kWh                                 | 0,6                             | 100,0 %                       | (s. China)                          |                                            | Macau         |
| Osttimor      | 3.682                        | 3,30 %                                   | 2.340                                 | 7                                 | 0,607                                     | -                          | 30                      | 0,16 t                                  | 60 kWh                                    | 0,2                             | 43,0 %                        | 2,92 %                              |                                            | Osttimor      |
| Taiwan        | 32.687                       | 2,45 %                                   | 41.230                                | 27                                | 0,892 (2012)                              | 4,1 %                      | 61                      | 14,30 t                                 | 10.365 kWh                                | 269,2                           | 98,9 %                        | 1,9 % f                             |                                            | Taiwan        |

## Tätigkeitsfelder

### Struktur und Aufbau

#### Kernkompetenzen

BIP (KKP) Vergleich (IWF, 2021, Top 10, ungeordnet)

ASEAN ist eine Interessengemeinschaft, die Entscheidungen im Konsens trifft. Das höchste Gremium ist die jährliche Gipfelkonferenz (ASEAN Summit). Der Vorsitz des ASEAN-Gipfels und der Ministerkonferenzen wechselt jährlich unter den Mitgliedsstaaten in alphabetischer Reihenfolge.
Das wichtigste Organ ist das ASEAN-Sekretariat in Jakarta, geleitet von einem Generalsekretär.
Mittlerweile werden 19 verschiedene Ministertreffen abgehalten, auf denen gemeinsame Strategien erarbeitet werden. Bedeutende Treffen sind die der Wirtschaftsminister (AEM), Außenminister (AMM) und Finanzminister (AFMM). Diese nationalen Akteure werden unterstützt durch 29 Komitees von senior officials sowie durch 122 Arbeitsgruppen zu den verschiedenen Politikfeldern, in denen Nichtregierungsorganisationen vertreten sind. Somit ist die Anzahl der Akteure erweitert worden, die Entscheidungen zumindest marginal beeinflussen können. Neue Politikfelder sind im Begriff, durch die ASEAN besser interregional koordiniert zu werden (z. B. Bildungswesen).
Auch regional unterstützt die ASEAN Kooperation, jedoch ist dies eher durch einen Abwärtsprozess gekennzeichnet als durch eine regionale Beteiligung. Das ASEAN-Sekretariat soll dabei eine moderierende Rolle der Agendabestimmung vergleichbar mit der Aufgabe der Europäischen Kommission wahrnehmen, jedoch sind die Kompetenzen beschränkt. Es wird weiterhin auf intergouvernementaler Ebene verhandelt. Die Abgabe von Souveränität ist aufgrund kolonialer Vergangenheit problematisch, stattdessen wird das Prinzip des ASEAN Way verfolgt: Entscheidungsfindung im Konsens und strikte Neutralität gegenüber inneren Angelegenheiten eines anderen Staates.
Ein Ansatz zu Multilevel Governance (wie bei der EU) ist in den letzten Jahren erkennbar: die Ausweitung der Kompetenzen und Akteure sowie die Schaffung neuer Kooperationsmöglichkeiten. Grundsätzlich fehlt aber eine supranationale Entscheidungsfindung und eine stärkere Beteiligung nichtstaatlicher Akteure an politischen, ebenenübergreifenden Entscheidungsprozessen.

#### Wirtschaft
Unter dem Namen „ASEAN Economic Community“ (ASEAN Wirtschaftsgemeinschaft), abgekürzt AEC, sind eine Reihe von Abkommen und Initiativen zusammengefasst, mit deren Hilfe starke wirtschaftliche Integration und Reduktion der Handelsbarrieren zwischen den Mitgliedsstaaten gefördert werden sollen, um den Wohlstand der Region zu fördern. Die Grundlinien sind im „Aktionsplan von Hanoi“ (Ha Noi Action Plan) von 1998 zusammengefasst.
Die Hauptkomponenten sind:
- ASEAN Framework Agreement on Services (AFAS), um gegenseitig die Dienstleistungsmärkte zu öffnen,
- ASEAN-Freihandelszone (ASEAN Free Trade Area, AFTA), um Zollbarrieren abzubauen,
- ASEAN Investment Area (AIA), zur Aufhebung der Investitionsschranken bis 2010.

#### Kultur
Die Bandbreite der integrativ geförderten Kultur reicht von Sport über Bildung bis zu Literaturpreisen.
Dazu gehören:
- ASEAN-Universitäts-Netzwerk (engl. ASEAN University Network, AUN) wurde 1995 von 11 Universitäten der ASEAN-Staaten gegründet[40] und umfasste 2007 21 Universitäten.[41]
- ASAIHL (engl. Association of Southeast Asian Institutions of Higher Learning) ist eine 1956 gegründete Nichtregierungs-Organisation zur Förderung der Hochschulbildung
- ASEAN Preis für herausragende Wissenschaftler und Techniker (englisch: ASEAN Outstanding Scientist and Technologist Award)
- ASEAN Stipendium (englisch ASEAN Scholarship), von Singapur gesponsert[42]
- ASEAN Zentrum für Biodiversität[43] (englisch: ASEAN Centre for Biodiversity)
- ASEAN Naturparks (engl. Heritage Parks)[44] ist eine Liste wichtiger Naturparks, die 1984 zum ersten Mal erstellt und 2004 aktualisiert wurde. Sie beinhaltet 35 Parks.[45]
- S.E.A. Write Award, ein wichtiger Literaturpreis
- Fußball-Südostasienmeisterschaft und ASEAN Football Federation

Geplant ist zudem eine Bewerbung für eine gemeinsame Ausrichtung der FIFA-WM 2030.

### ASEAN-Gipfel
Nach neunjähriger Gründungs- und Etablierungsphase fand vom 23. bis 24. Februar 1976 das erste Gipfeltreffen auf Bali statt. Die Atmosphäre war getragen von Solidarität und einem gemeinsamen Verständnis angesichts der Erfolge des regionalen revolutionären Kommunismus in Indochina. Die bis dahin wenig überzeugenden Erklärungen zur wirtschaftlichen und sozialen Zusammenarbeit wurden in einer Erklärung zur Übereinstimmung in ASEAN (Declaration of ASEAN Concord) weiterentwickelt zu Zielen wie politischer Stabilität der Mitgliedsstaaten und in Südostasien insgesamt. Mit der ZOPFAN schufen die Teilnehmer eine Möglichkeit zur friedlichen Beilegung regionaler Konflikte. Man öffnete sich auch gegenüber kommunistisch regierten Staaten der Region, was zunächst nur auf wenig Gegeninteresse stieß, aber nach Ende des Kalten Krieges zu Fortschritten führte.
Auf dem dritten Gipfel wurde ein fünfjährlicher Turnus vereinbart. Beim nächsten Treffen (dem vierten) wurde ein dreijährlicher Turnus eingeführt. Seit 2001 gilt der jährliche Turnus. Seit 2009 findet der ASEAN Summit zweimal im Jahr statt. Die gastgebenden Länder wechseln in alphabetischer Reihenfolge. Die Gastgeberländer haben zugleich auch den Vorsitz der ASEAN. Die alphabetische Reihenfolge wurde 2010 geändert. So tauschte Brunei, eigentlich Gastgeber 2011, mit Indonesien. Grund hierfür waren geplante Wahlen in Indonesien 2013. 2014 sollte Myanmar entgegen der alphabetischen Reihenfolge Gastgeber und Vorsitzender der ASEAN Summits werden.
Ein formeller ASEAN-Gipfel dauert drei Tage und hat folgenden Ablauf:
- die Staatschefs besprechen interne ASEAN-Angelegenheiten,
- die Staatschefs treffen sich mit den Außenministern des ASEAN Regional Forums,
- die Staatschefs der ASEAN Plus Three (ASEAN+3) treffen sich,
- die Staatschefs der ASEAN und der Dialogpartner Australien und Neuseeland treffen sich (ASEAN-CER).

Zwischen den formellen Gipfeln wurden seit 1997 bedarfsweise informelle Treffen abgehalten. Anfang April 2009 musste der Gipfel im thailändischen Pattaya abgebrochen werden, nachdem hunderte regierungskritische Demonstranten den Tagungsort stürmten. Der thailändische Regierungschef Abhisit Vejjajiva rief daraufhin in Teilen des Landes den Notstand aus.

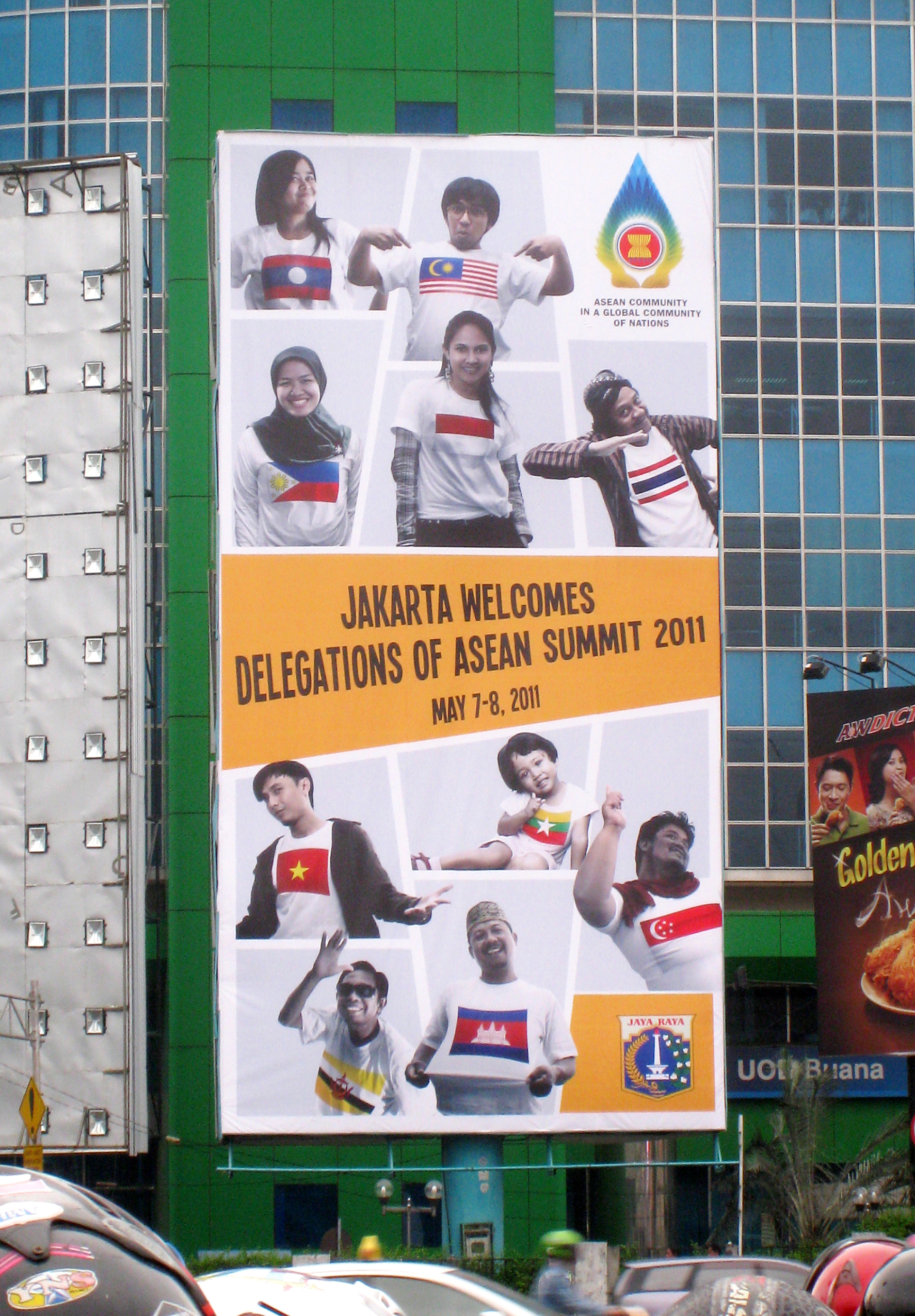
Ein Plakat in Jakarta begrüßt die Delegierten des ASEAN-Gipfels im Mai 2011.

| #           | Datum                                       | Staat       | Ort                       |
| ----------- | ------------------------------------------- | ----------- | ------------------------- |
| 01          | 23.–24. Februar 1976                        | Indonesien  | Bali                      |
| 02          | 4.–5. August 1977                           | Malaysia    | Kuala Lumpur              |
| 03          | 14.–15. Dezember 1987                       | Philippinen | Manila                    |
| 04          | 27.–29. Januar 1992                         | Singapur    | Singapur                  |
| 05          | 14.–15. Dezember 1995                       | Thailand    | Bangkok                   |
| 1.          | 30. November 1996                           | Indonesien  | Jakarta                   |
| 2.          | 14.–16. Dezember 1997                       | Malaysia    | Kuala Lumpur              |
| 06          | 15.–16. Dezember 1998                       | Vietnam     | Hanoi                     |
| 3.          | 27.–28. November 1999                       | Philippinen | Manila                    |
| 4.          | 22.–25. November 2000                       | Singapur    | Singapur                  |
| 07          | 5.–6. November 2001                         | Brunei      | Bandar Seri Begawan       |
| 08          | 4.–5. November 2002                         | Kambodscha  | Phnom Penh                |
| 09          | 7.–8. Oktober 2003                          | Indonesien  | Bali                      |
| 10          | 29.–30. November 2004                       | Laos        | Vientiane                 |
| 11          | 12.–14. Dezember 2005                       | Malaysia    | Kuala Lumpur              |
| 12          | 9.–15. Januar 2007                          | Philippinen | Cebu                      |
| 13          | 18.–22. November 2007                       | Singapur    | Singapur                  |
| 14          | 26. Februar–1. März 2009 10.–12. April 2009 | Thailand    | Cha-am Pattaya            |
| 15          | 23.–25. Oktober 2009                        | Thailand    | Cha-am                    |
| 16          | 8.–9. April 2010                            | Vietnam     | Hanoi                     |
| 17          | 28.–31. Oktober 2010                        | Vietnam     | Hanoi                     |
| 18          | 7.–8. Mai 2011                              | Indonesien  | Jakarta                   |
| 19          | 21.–23. Oktober 2011                        | Indonesien  | Bali                      |
| 20          | 3.–4. April 2012                            | Kambodscha  | Phnom Penh                |
| 21          | 18.–20. November 2012                       | Kambodscha  | Phnom Penh                |
| 22          | 24.–25. April 2013                          | Brunei      | Bandar Seri Begawan       |
| 23          | 9.–10. Oktober 2013                         | Brunei      | Bandar Seri Begawan       |
| 24          | 10.–11. Mai 2014                            | Myanmar     | Naypyidaw                 |
| 25          | 10.–13. November 2014                       | Myanmar     | Naypyidaw                 |
| 26          | 26.–27. April 2015                          | Malaysia    | Kuala Lumpur und Langkawi |
| 27          | 18.–22. November 2015                       | Malaysia    | Kuala Lumpur              |
| 28 + 29     | 6.–8. September 2016                        | Laos        | Vientiane                 |
| 30          | 26.–29. April 2017                          | Philippinen | Metro Manila              |
| 31          | 13.–14. November 2017                       | Philippinen | Pampanga                  |
| 32          | 25.–28. April 2018                          | Singapur    | Singapur                  |
| 33          | 11.–15. November 2018                       | Singapur    | Singapur                  |
| 34          | 22.–23. Juni 2019                           | Thailand    | -                         |
| 35          | 31. Oktober–5. November 2019                | Thailand    | -                         |
| 36          | 26. Juni 2020 (Videokonferenz)              | Vietnam     | Hanoi                     |
| 37          | 13.–15. November 2020 (Videokonferenz)      | Vietnam     | Hanoi                     |
| 38 + 39     | 26.–28. Oktober 2021                        | Brunei      | Bandar Seri Begawan       |
| 40 + 41     | 10.–13. November 2022                       | Kambodscha  | Phnom Penh                |
| 42          | 9.–11. Mai 2023                             | Indonesien  | Labuan Bajo               |
| 43          | 5.–7. September 2023                        | Indonesien  | Jakarta                   |
| 44          | 6.–11. Oktober 2024                         | Laos        | Vientiane                 |
| 1. 2. 3. 4. |                                             |             |                           |

#### 15. ASEAN-Gipfeltreffen 2009
Nachdem der 14. Gipfel im April 2009 in Pattaya wegen heftiger Demonstrationen abgebrochen werden musste – viele Spitzenpolitiker hatten den Tagungsort fluchtartig verlassen –, wurde im Herbst ein Ersatztermin des Jahresgipfels für das Wochenende 23.–25. Oktober 2009 angesetzt. Getagt wurde daraufhin im Strandort Cha-am 180 km südlich von Bangkok, der diesmal von rund 18.000 Polizei- und Militärkräften abgesichert wurde. Eingeladen waren neben den zehn ASEAN-Mitgliedstaaten, wie zuletzt üblich, auch die Regierungschefs der Dialogpartner China, Indien, Japan, Südkorea, Australien und Neuseeland.
Ein Thema der Jahrestagung 2009 war die globale Finanzkrise. Hauptthema blieb jedoch der künftige Zusammenschluss zu einer Union nach dem Vorbild der europäischen. Schon 2015 sollten in Südostasien Zollhürden fallen, was politische Beobachter allerdings als viel zu optimistisch ansahen. Weder die Wirtschaft noch manche Regierungen scheinen für die nötigen Kompromisse und Gesetzesreformen bereit zu sein. Die Bildung von Freihandelszonen mit den Dialogpartnern war für 2013 geplant, doch gibt es noch zahlreiche Problemkreise.
Einer Integration hinderlich ist unter anderem das selbst auferlegte Prinzip der Nichteinmischung. Zur Menschenrechtsfrage Chinas wird geschwiegen, ebenso zu Myanmars Militärdiktatur und dem Putsch 2006 in Thailand. Kontroverse Debatten werden tunlichst vermieden, und die 1996 mit der EU vereinbarten, zweijährlichen Asien-Europa-Gipfel ASEM gelten als „Schönwetter-Veranstaltungen“. Die einst stolzen „Pantherstaaten“ haben den Schwung der 1990er-Jahre verloren, und so versuchen die ASEAN-Führer, durch Einbeziehung bedeutender Mächte wie China, Indien oder Japan an Gewicht zu gewinnen und ihr Profil „volksnäher“ zu gestalten. Der Wegfall des traditionellen Golfturniers der Staatschefs während des Treffens ist ein erstes Zeichen dafür.

#### Dialogpartner
Die ASEAN-Staaten pflegen gute Kontakte zu ihren sogenannten Dialogpartnern (alphabetisch): Australien, Volksrepublik China, die Europäische Union, Indien, Japan, Kanada, Südkorea, Neuseeland, Russland und die Vereinigten Staaten. So finden im Anschluss an die ASEAN-Außenministertreffen regelmäßig Post Ministerial Conferences (PMC) mit Außenministern der Dialogpartner statt.
Die Kontakte zu den USA, Japan und Australien dienten zunächst als Gegengewicht zur Regionalmacht China, inzwischen aber – unter Einbeziehung Kanadas und Neuseelands – auch einer großräumigeren pazifischen Kooperation. Die EU wiederum ist der prestigeträchtigste Vorreiter für die geplante Integration der ASEAN-Staaten. Regionalpolitisch motiviert sind hingegen die verstärkten Beziehungen zu China, Indien und Südkorea. Sie mündeten 1997 nach dem Scheitern der ASEAN-APEC-Gespräche in die Gründung von ASEAN+3 und sollen auch spätere Freihandelszonen vorbereiten.
Seit 1996 finden im Rahmen des Asien-Europa-Treffens (ASEM) außerdem regelmäßig Sitzungen mit den Staatschefs der EU-Staaten, Chinas, Japans, Südkoreas und der ASEAN-Staaten statt. Die großen Unternehmen Japans und Südkoreas haben mit ihren Investitionen zum starken Wirtschaftswachstum in den ASEAN-Ländern beigetragen, daher äußern sie mehrheitlich immer wieder den Wunsch, Japan und Südkorea dem Bund beitreten zu lassen. Bisher zeigen Japan und Korea selbst jedoch keine Initiative in diese Richtung.
2005 fand in Kuala Lumpur der erste Ostasiengipfel statt, an dem neben den ASEAN+3-Staaten auch Indien, Australien und Neuseeland teilnahmen. Eine Weiterentwicklung zu einer Ostasien-Gemeinschaft ist in Planung. Am 26. August 2007 gab die ASEAN bekannt, die Freihandelsverträge mit China, Japan, Südkorea, Indien, Australien und Neuseeland bis 2013 abschließen und bis 2015 die ASEAN Wirtschaftsgemeinschaft verwirklichen zu wollen.
Für ein Freihandelsabkommen mit Südkorea und Japan war vor allem der Agrarsektor ein Streitthema. Südkorea stimmte bereits vorab einem Freihandelsabkommen zu, das die wichtigsten Agrargüter ausnimmt, Japan verfolgte die Strategie, zunächst mit einzelnen ASEAN-Mitgliedsstaaten bilaterale Abkommen abzuschließen.
Am 1. Januar 2010 wurde die erste der mit den ASEAN+3-Staaten geplanten Freihandelszonen zwischen der Volksrepublik China und der ASEAN eingerichtet, die nach der EFTA und der NAFTA die drittgrößte der Welt darstellt. Bis 2012 waren weitere Freihandelszonen mit Japan und Südkorea geplant.
Die meisten ASEAN-Mitgliedstaaten beteiligen sich auch an der 1989 gegründeten „Asiatisch-Pazifischen Wirtschaftlichen Zusammenarbeit“ (APEC) und dem 1999 gegründeten „East Asia-Latin America Forum“ (EALAF).

## Herausforderungen

### Integrationsprobleme
Als einer der markantesten Unterschiede zur EU gestaltet sich die Großgliedrigkeit der Mitgliedsstaaten, indem allein die Hälfte unter ihnen eine Bevölkerungszahl von über 50 Mio. besitzt, was eine gegenseitige Angleichung denkbar hemmen kann. Ein weiteres Hauptproblem für integrative Maßnahmen ist die Disparität der Staaten untereinander, zum einen hinsichtlich Wirtschaft und soziokultureller Gegebenheiten, zum anderen bezüglich unterschiedlicher politischer Systeme.
Zur ASEAN gehören sowohl Staaten, die ein relativ hohes Pro-Kopf-Einkommen aufweisen, wie der Stadtstaat Singapur oder Brunei, als auch infrastrukturell schwache Nationen wie die später aufgenommenen „CLMV“ (sozusagen konträr zu den Pantherstaaten). Eine weitere teils große Divergenz existiert innerhalb der heterogenen Länder. Diese ist besonders groß zwischen den Ballungs- und den ländlichen Räumen.
Politisch betrachtet umfasst das Spektrum an Staatsführungen die jungen Demokratien Indonesien, Malaysia und die Philippinen, die konstitutionellen Monarchien Kambodscha und Thailand, den autoritären Staat Singapur, die kommunistischen Einparteien-Systeme Vietnam und Laos sowie die absolute Monarchie Brunei und die Militär-Junta in Myanmar. Die Innenpolitik der Länder zeigt immer wieder Konflikte auf. So zum Beispiel die Proteste der Mönche 2007 in Myanmar oder die Proteste und Ausschreitungen 2008 und 2010 in Thailand.
Es herrscht ebenso eine große Vielfalt an Religionen. Thailand, Myanmar, Vietnam, Kambodscha und Laos sind überwiegend buddhistisch (Theravada) geprägt, wobei Vietnam auch einen großen Bevölkerungsanteil an Atheisten besitzt. Indonesien, Brunei und Malaysia sind überwiegend islamisch geprägt – Indonesien ist weltweit der Staat mit der größten muslimischen Bevölkerung. Eher abseits davon sind die Philippinen überwiegend katholisch beziehungsweise christlich geprägt.
Darüber hinaus gibt es in allen Ländern bedeutende religiöse und ethnische Minderheiten, die sehr unterschiedlich integriert sind. Unter muslimischen Bevölkerungsteilen im Süden der Philippinen kommt es durch islamistische Gruppierungen und Entführungen zu Unruhen. Auch unter Muslimen im Süden Thailands begehren immer wieder Gruppierungen auf. Die festländischen „Bergvölker“ in Laos, Kambodscha, Thailand und Myanmar wurden staatlich zumeist ignoriert oder vernachlässigt. In Thailand wird ihre Kultur inzwischen gefördert, in Vietnam gibt es dagegen immer noch Aufstände. Indonesien hat mehrere Minderheitenkonflikte. Osttimor erklärte 2002 endgültig seine Unabhängigkeit, seit 2006 brechen dort dennoch immer wieder Unruhen aus. Im Norden Sumatras strebt die Provinz Aceh zunehmend nach Autonomie, im Osten der Inselkette fühlen sich auf dem indonesischen Teil Neuguineas die Angehörigen der Papua unterdrückt. In Singapur lebt eine Mehrheit von Chinesen nicht zuletzt wegen strenger Gesetze und eines Minderheitenschutzes friedlich mit Malayen und Indern zusammen.
Die Verankerung des Menschenrechtsschutzes in der ASEAN-Charta 2007 kam nach harten Verhandlungen vor allem auf Betreiben der Philippinen, Indonesiens und Thailand zustande. Auch Malaysia ist nach dem Rücktritt des Premierministers Mahatir in das Lager der Menschenrechtsbefürworter übergewechselt. Mit der Ratifizierung als letzte Staaten wollten Indonesien und die Philippinen bewusst Druck auf Birma ausüben, die Nobelpreisträgerin Aung San Suu Kyi freizulassen. Die einzige Gegenstimme im Philippinischen Senat wurde damit begründet.

### Zwischenstaatliche Konflikte in der Region
In Südostasien stießen schon in früheren Jahrhunderten die Einflusssphären Indiens und Chinas aufeinander.
Zwischen einzelnen Staaten existierten historisch bedingte Feindschaften, so zwischen Thailand und Burma oder Vietnam und Kambodscha. Später wurden bis auf Thailand alle südostasiatischen Länder zu Kolonien der europäischen Mächte Portugal, Spanien, Niederlande, Großbritannien, Frankreich und peripher auch des Deutschen Reichs. Im Zweiten Weltkrieg gerieten alle Staaten wiederum unter japanische Herrschaft, mit Ausnahme des mit Japan verbündeten Thailands.
Nach dem Ende des Zweiten Weltkriegs versuchten Frankreich in Vietnam (1946–1954) und die Niederlande in Indonesien erfolglos ihre Herrschaft mit Gewalt wieder zu errichten. In den Vietnamkrieg (1964–1975) wurden neben Vietnam auch Laos, Kambodscha und (als US-Basis) Thailand verwickelt. 1979 marschierte Vietnam in Kambodscha ein, um das Pol-Pot-Regime zu zerschlagen. Als Folge erklärte China im gleichen Jahr Vietnam den Krieg, weitere Zwischenfälle gab es bis 1987. 1989 zog sich Vietnam aus Kambodscha zurück.
Noch in der Gegenwart brechen zwischen Mitgliedsländern Konflikte aus. 2008 kam es an der Grenze zwischen Thailand und Kambodscha zu Schießereien. ASEAN ist noch nicht mit derartigen Kompetenzen ausgestattet, dass sie die Eskalation derartiger Grenzstreitigkeiten verhindern könnte. Es ist umgekehrt aber sehr wahrscheinlich, dass die Existenz von ASEAN zu einer rascheren Eindämmung der Gewalt geführt hat.
Seit dem Erstarken Chinas sehen sich die Anrainer des südchinesischen Meeres einem zunehmend selbstbewusst auftretenden Nachbarn gegenüber. China beansprucht die Spratly-Inseln, auf die auch verschiedene ASEAN-Länder – sich teilweise überlappende – Ansprüche anmelden. Im Juni 2020 wurde anlässlich des 36. ASEAN-Gipfels folgende Erklärung veröffentlicht: Das Seerechtsübereinkommen der Vereinten Nationen sei „die Grundlage für die Bestimmung der maritimen Ansprüche, der Hoheitsrechte, der Gerichtsbarkeit und der berechtigten Interessen über Seezonen, und das UNCLOS von 1982 legt den rechtlichen Rahmen fest, innerhalb dessen alle Aktivitäten in den Ozeanen und Meere durchgeführt werden müssen.“ Der Sinologe Klaus Mühlhahn bewertet im Jahr 2023 die Beziehungen zwischen ASEAN und der Volksrepublik China als „in einer Abwärtsspirale“ befindlich und macht dafür einen zunehmenden Nationalismus auf allen Seiten verantwortlich. Zudem sei China offenbar eher an Verhandlungen mit einzelnen Staaten interessiert und nicht an ASEAN insgesamt.